# Ray Harryhausen
Ray Harryhausen (Los Angeles, 29. lipnja 1920. – London UK, 7. svibnja 2013.), američki filmski producent i slavni kreator specijalnih efekata uz pomoć animacije stop motion.
Nakon što je pogledao film King Kong 1933., Harryhausen je postao fasciniran izradom specijalnih efekata uz pomoć minijatura. Nakon 2. svjetskog rata snimio je scenu vanzemaljca kako izlazi iz ratne mašine u jednom neostvarenom projektu filma "Rat svjetova". Nakon što je pokazao svoje radove Willisu O'Brienu, odmah je dobio angažman kao pomoćnik na filmu "Moćni Joe Young" iz 1949. godine.
1953. Harryhausen je ostvario svoj prvi samostalni projekt, "Čudovište iz dubine", koji je postao ogroman komercijalni uspjeh u kinima. u 50-ima i 60-ima ostvario je najveći uspjeh sa slavnim filmovima "Jazon i argonauti", "Gwangijeva dolina", "Sedmo Sinbadovo putovanje" i drugim, u kojima je izrađivao efekte za dinosaure, kiklope i divovska čudovišta. 1981. snimio je svoj zadnji film, "Sukob titana". Nijedan od njegovih filmova nikada nije nominiran za Oscara za specijalne efekte, vjerojatno zbog toga što nije radio u Hollywoodu, nego u Londonu, gotovo pod uvjetima nezavisnih filmova, što je razljutilo njegove obožavatelje koji su prigovarali akademiji.
1992. godine osvojio je Oscara za životno djelo.

## Filmografija
- How to Bridge a Gorge (1942.)
- Tulips Shall Grow (1942.)
- Mother Goose Stories (1946.)
- The Story of Little Red Riding Hood (1949.)
- Moćni Joe Young (1949.)
- Trnoružica (1951.)
- Ivica i Marica (1951.)
- Priča o kralju Midi (1953.)
- Čudovište iz dubine (1954.)
- It Came from Beneath the Sea (1955.)
- The Animal World (1956.)
- Zemlja protiv letećih tanjura (1956.)
- 20 milijuna milja do Zemlje (1957.)
- Sedmo Sinbadovo putovanje (1958.)
- Tri Guliverova svijeta (1960.)
- Tajnoviti otok (1961.)
- Jazon i argonauti (1963.)
- Prvi ljudi na Mjesecu (1964.)
- Milijun godina prije Krista (1966.)
- Gwangijeva dolina (1969.)
- Sinbadovo zlatno putovanje (1974.)
- Sinbad i oko tigra (1977.)
- Sukob titana (1981.)

## Vanjske poveznice
- Ray Harryhausen u internetskoj bazi filmova IMDb-u (engl.)
- The Official Ray Harryhausen Website
- Ray Harryhausen explores world of Poe  Arhivirana inačica izvorne stranice od 30. prosinca 2005. (Wayback Machine)
- The Fantastic Films of Ray Harryhausen
- Ray Harryhausen Profile
- The Seventh Voyage A site paying tribute to Ray Harryhausen
- Ray Harryhausen's Split Screen (Dynamation) process explained  Arhivirana inačica izvorne stranice od 15. lipnja 2006. (Wayback Machine)
- Mother Goose Stories - complete animation film from 1946. on archive.org
- Netribution interview